# قمعية صوفية
القِمَعية الصوفية أو أصبع العذراء(باللاتينية: Digitalis parviflora) نوع نباتي يتبع جنس القِمَعية من الفصيلة الحملية.